# Walka
Walka – pojęcie wieloznaczne, oznaczające konfrontację i zmagania jednostek, zbiorowości czy sił. Często zamiennie używa się takich pojęć jak konflikt, wojna, konkurencja, spór, rywalizacja, mają one jednak odmienny zakres znaczeniowy.
Walka jest jednym z podstawowych zachowań istot żywych. W społecznościach ludzkich walka jest często zachowaniem regulowanym kulturowo. Kultury ludzkie wytworzyły różne formy i sposoby walki, np. wojnę czy sport. Walka stanowi przedmiot zainteresowania licznych nauk (m.in. biologii, socjologii, wojskowości). Jest też ważnym motywem w literaturze i sztuce.
Pojęcia tego używa się również na oznaczenie dążenie jednostek do zmiany lub osiągnięcia jakiegoś stanu rzeczy.

## Filozofia
Filozoficzne ujęcie walki zaproponował Tadeusz Kotarbiński w opublikowanym w 1938 tekście "Z ogólnej teorii walki" . Walką w ujęciu filozoficznym są "wszelkie działania przynajmniej dwupodmiotowe (przy założeniu, że i zespół może być podmiotem), gdzie przynajmniej jeden z podmiotów przeszkadza drugiemu. W poszczególnym, najzwyklejszym i bodaj najciekawszym przypadku oba podmioty nie tylko dążą obiektywnie do celów niezgodnych, lecz nadto wiedzą o tym i liczą się w budowaniu swoich planów też z działaniami strony przeciwnej. Dlatego zaś ten przypadek, przypadek wzajemnego i świadomego zarazem przeszkadzania, uważamy za najciekawszy, iż wtedy obie strony zmuszają się wzajemnie w sposób osobliwie intensywny do pokonywania trudności, a więc pośrednio – do usprawniania techniki działań"
Kotarbiński nazwał walkę kooperacją negatywną i wiedzę o niej (agonologię - od gr. ἀγών' – zawody) umieścił w swojej teorii sprawnego działania.

## Socjologia
Jako podstawowa forma działalności ludzkiej, walka stanowi przedmiot zainteresowania socjologów. Nie istnieje jednak odrębna specjalizacja socjologii, dla której jest ona zasadniczym obiektem badawczym.
Jednym z podstawowych pojęć socjologicznych jest konflikt społeczny, czyli rywalizację grup i jednostek o pewne dobra. Teorie socjologiczne uznające konflikt społeczny za podstawowy fenomen określający sposób działania społeczeństw, określane są jako teorie konfliktu. Przykładami teorii konfliktu są marksizm (ze swoim kluczowym pojęciem walki klas), prace ibn Chalduna, Ludwika Gumplowicza, Maxa Webera, Georga Simmla, Lewisa A. Cosera, Randalla Collinsa czy Ralfa Dahrendorfa .